# Kasycka świątynia Inany w Uruk

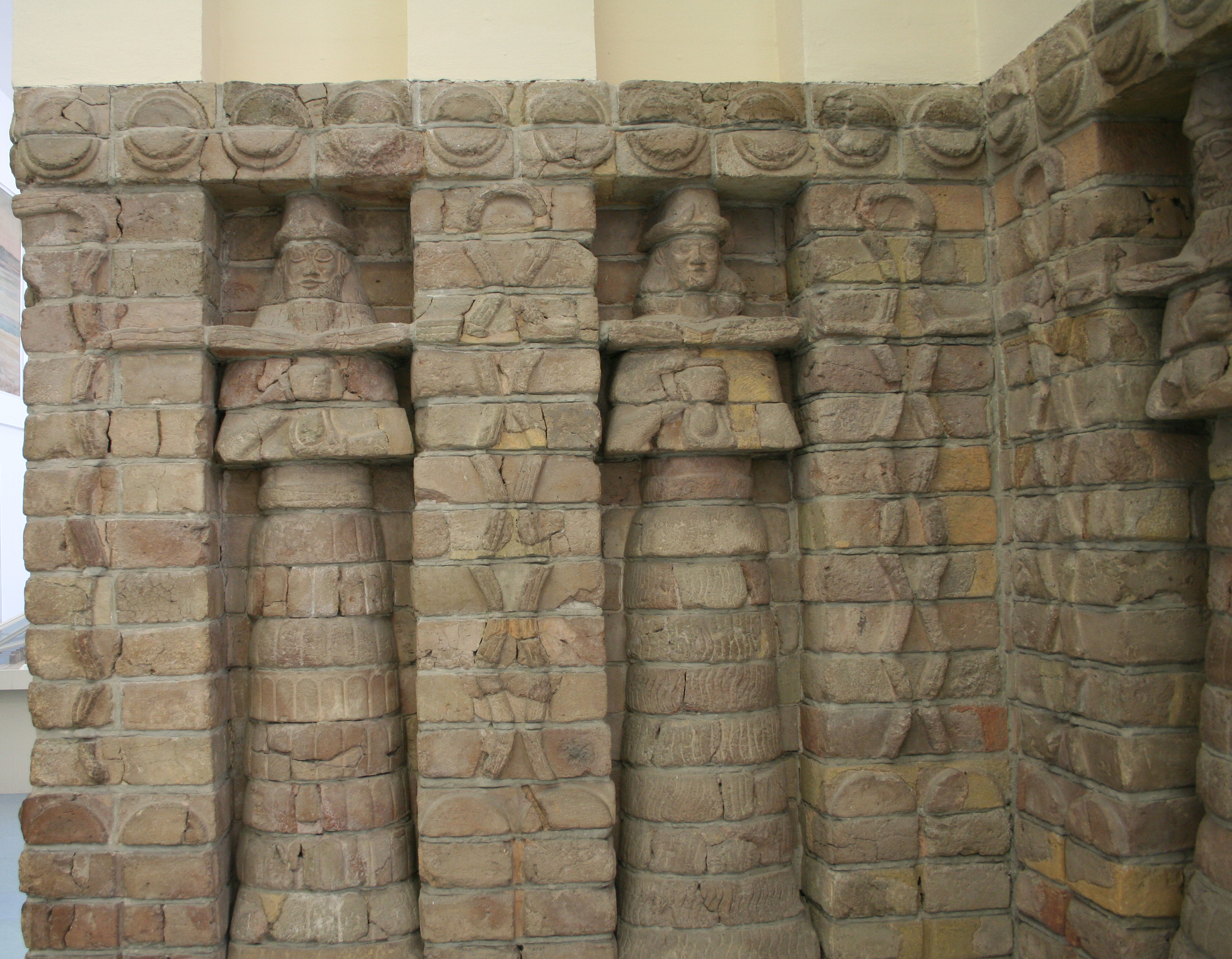
Fragment fasady świątyni

Kasycka świątynia Inany / Innin w Uruk, E-anna („Dom nieba”) – przybytek zbudowany na cześć bogini Inany w mieście Uruk przez kasyckiego króla Babilonii, Kara-indasza, na przełomie XV–XIV wieków p.n.e.
Świątynia wyróżniała się unikalnym planem, niespotykanym dotychczas w żadnej innej budowli. Wzniesiona została na planie prostokąta, ale pozbawiona była podwórza. W całości była przekryta. Wartość estetyczną posiada zewnętrzny kształt świątyni, a nie jej wnętrze, jak w innych budowlach tego typu. Podobną cechę miały późniejsze megarony greckie.
Wejście do świątyni mieściło się na krótszym boku prostokąta. Za nim znajdował się przedsionek, prowadzący do podłużnej celli, gdzie ustawiony był posąg Inany. Cella i przedsionek z trzech stron (od wejścia oraz od prawej i lewej strony) otoczone były korytarzami. Ściana, gdzie ustawiony był posąg, jednocześnie pełniła funkcję muru zewnętrznego.
Nowym rozwiązaniem architektonicznym było zastosowanie fryzu ceglanego, biegnącego wzdłuż fasady, który załamywał się na pilastrach. W niszach między pilastrami umieszczono na przemian posągi bóstw męskich i żeńskich. Postacie stoją frontalnie, wszystkie mają identyczne pozy, szaty i nakrycia głowy – charakterystyczne dla bóstw tiary z rogami. Bóstwa trzymają naczynia z wylewającą się wodą. Strumienie wody przeplatają się, w ten sposób tworzy się wzór, zapełniający puste miejsca pomiędzy niszami.